# Luis Cuenca
Luis Cuenca García (Navalmoral de la Mata, Cáceres, 6 de diciembre de 1921-Madrid, 21 de enero de 2004) fue un actor español.

## Biografía
Nacido en el seno de una familia de actores, siendo hijo de Jesús Cuenca Arroyo —artista de teatro, natural de Sacedón, Guadalajara— y de Carmen García Carrasco —artista de teatro, natural de Burgos—. Sus abuelos maternos José García Rojo y Victoria Carrasco, naturales de Córdoba: Archidona y El Terrible, eran los propietarios de la compañía de teatro «Los Carrasco» en la que trabajaban sus padres. Desde muy pequeño se inició en la interpretación y subió por primera vez a un escenario con tan sólo siete años.
Finalizada la guerra civil española, comienza a trabajar en espectáculos de revista y se incorpora a la Compañía de Celia Gámez, actuando con el nombre artístico de Tony Aster.
Durante los siguientes cuarenta años, se consagra como uno de los más destacados actores cómicos del género en España, manteniendo una estrecha vinculación profesional con el empresario Matías Colsada, y participando en varios espectáculos junto al actor Pedro Peña y la vedette Tania Doris: La dulce viuda (1979), Un reino para Tania (1983), etc. Actuó en 1956 en el teatro Apolo de Barcelona en el espectáculo Sirenas de Apolo con Gracia Imperio, y Pedro Peña Teatro, del 4 de abril de 1956 al 1 de julio de 1956.
En el cine debuta en 1957 con el remedo de revista, Quiéreme con música, de Ignacio F. Iquino. Sin embargo, habiendo consagrado la mayor parte de su carrera a los espectáculos teatrales, su presencia en la gran pantalla no ha sido muy destacada y se concentró sobre todo en sus últimos años de vida. Merecen destacarse, en cualquier caso, títulos como Perras callejeras (1985), de José Antonio de la Loma, Suspiros de España y Portugal (1995), La buena vida (1996), de David Trueba, Airbag (1997), de Juanma Bajo Ulloa, La hora de los valientes (1998) de Antonio Mercero, Torrente, el brazo tonto de la ley (1998), de Santiago Segura, Obra Maestra (2000), de nuevo con Trueba o Di que sí (2004), de Juan Calvo.
También en televisión tuvo una etapa de actividad coincidente con sus últimos años, en los que participó en las series Farmacia de guardia (1992-1995), Ketty no para (1997), Ellas son así (1999) y Cuéntame como pasó (2002-2003).
Fallecido el 21 de enero de 2004 en Madrid debido a una enfermedad pulmonar.

## Premios y nominaciones

### Premios Goya
| Año  | Categoría                                 | Película      | Resultado |
| ---- | ----------------------------------------- | ------------- | --------- |
| 1996 | Mejor interpretación masculina de reparto | La buena vida | Ganador   |
| 2000 | Mejor interpretación masculina de reparto | Obra maestra  | Nominado  |

- Premio Sant Jordi (1996). Mejor Actor de Reparto por La buena vida.
- Premio de la Unión de Actores (2002). Mejor Actor de Reparto TV por Cuéntame como pasó.